# Leipziger Platz (Berlin)
Der Leipziger Platz ist ein bei der Stadterweiterung Berlins im Jahr 1734 angelegter Platz am Anfang der Leipziger Straße im Berliner Ortsteil Mitte. Im Zweiten Weltkrieg zerstört, lag er 1961–1989 im Grenzgebiet der geteilten Stadt und wurde danach wieder aufgebaut. Am westlichen Rand des achteckigen Platzes befand sich das Potsdamer Tor von Karl Friedrich Schinkel. Er bildet eine Doppelanlage mit dem angrenzenden Potsdamer Platz.

## Geschichte

### Entstehung

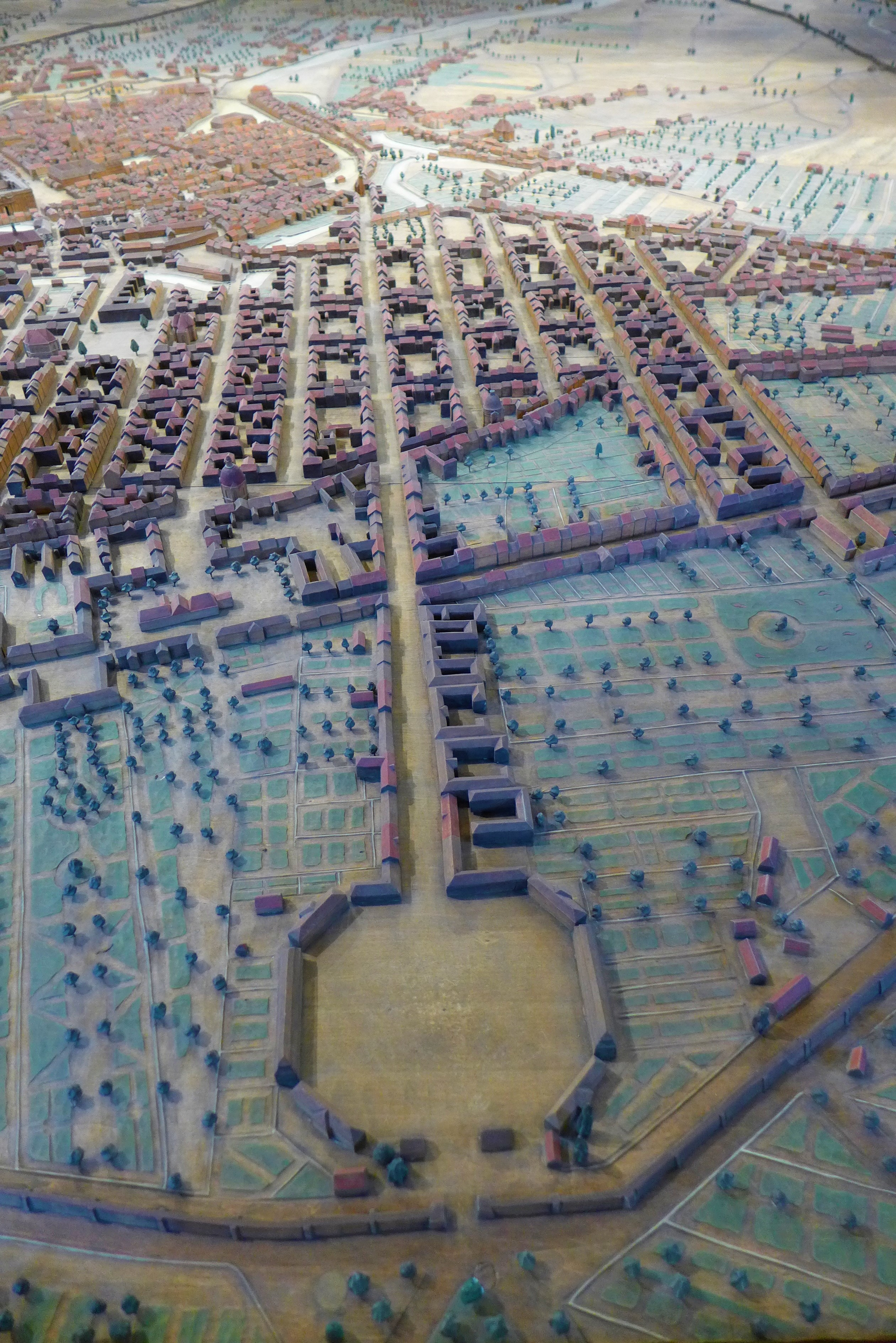
Octogon, Situation um das Jahr 1750 (Berliner Stadtmodell im Märkischen Museum)

Der Platz mit der Form eines Achtecks, bis 1814 als Octogon bezeichnet, wurde zusammen mit dem quadratisch angelegten Quarré (seit 1814 Pariser Platz) und dem kreisförmigen Rondell (ab 1815 Belle-Alliance-Platz, seit 1947 Mehringplatz) nach Plänen von Philipp Gerlach 1734 angelegt und immer mehr von repräsentativen Wohn-, Verwaltungs- und Geschäftsbauten eingefasst. Alle drei Plätze des städtebaulichen Bauensembles erhielten 1814/1815 Namen in Erinnerung an die Befreiungskriege. Im Jahr 1814 bekam das Octogon in Erinnerung an die Völkerschlacht bei Leipzig seinen Namen; abgestimmt auf die schon lange zuvor bestehende Leipziger Straße.

### Ursprüngliche Bebauung und die eigentliche Platzanlage
Zur Kaiserzeit befand sich an der Südseite (Nr. 6–10) das preußische Landwirtschaftsministerium, an der südöstlichen Ecke das preußische Handelsministerium und an der nordöstlichen Ecke das Reichsmarineamt (Marineministerium) unter Nummer 13.

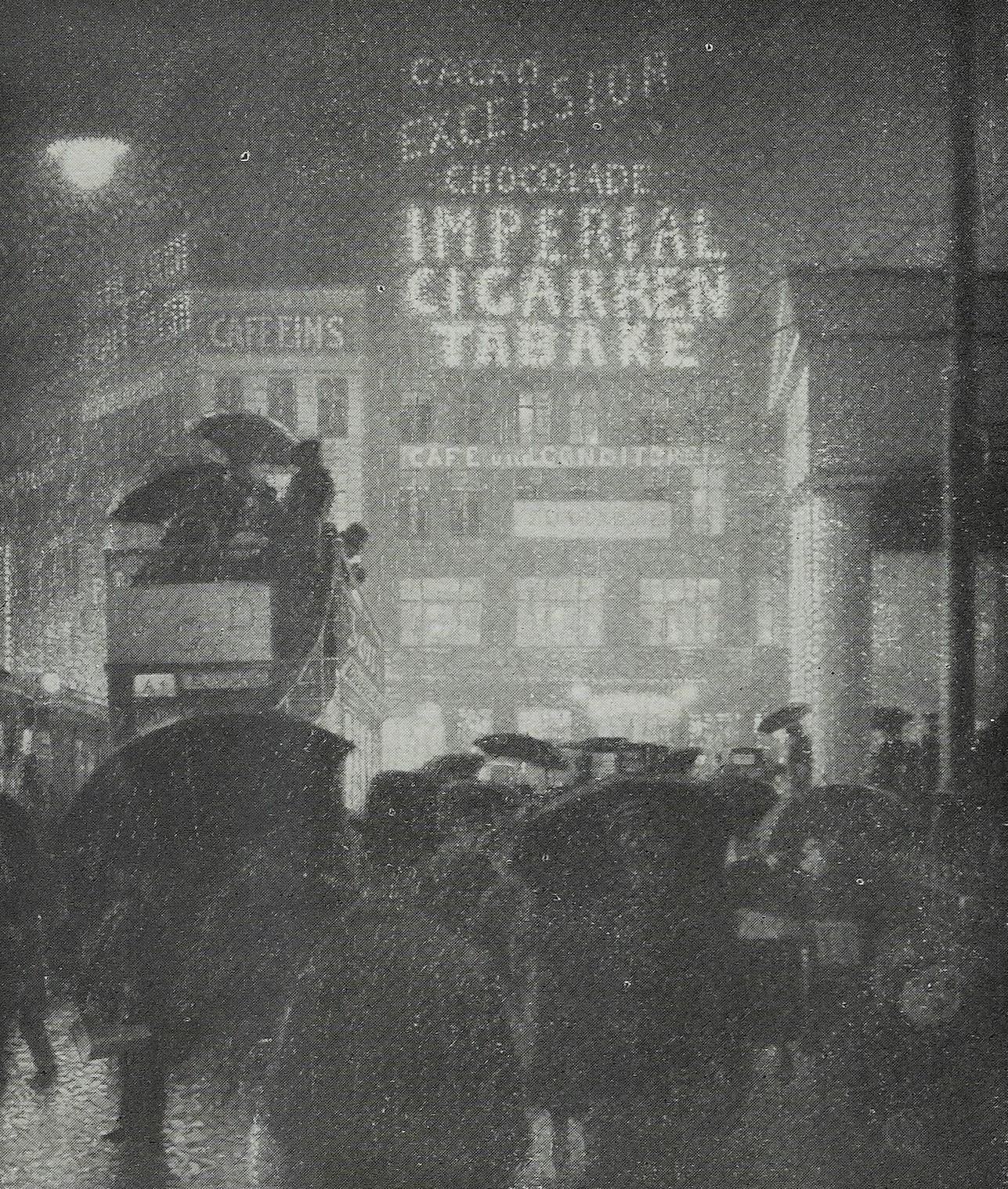
Ein Gemälde zeigt, wie belebt einstmals der Platz war: Am Leipziger Platz (1916) von Max Schlichting

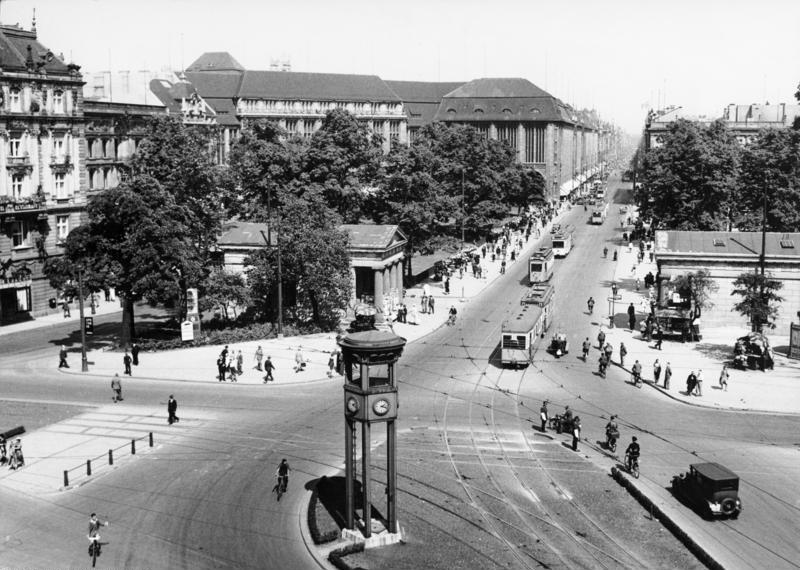
Leipziger Platz und Leipziger Straße in den 1920er Jahren, im Vordergrund der Verkehrsturm am Potsdamer Platz, im Hintergrund das Kaufhaus Wertheim

Vom Leipziger Platz 15 an der Nordseite zog sich bis zur Voßstraße das Mosse-Palais. Der Leipziger Platz 16 war ursprünglich mit dem Palais Bleichröder bebaut. Am 27. Mai 1902 übertrug James von Bleichröder dem damaligen Kaiserlichen Automobil Club (KAC, heute: Automobilclub von Deutschland, AvD) das Gebäude. Im November 2011 wurde bekannt, dass der AvD das Grundstück an einen Immobilieninvestor weiterveräußert hat.
An seiner Westseite geht der Leipziger Platz in den bekannteren Potsdamer Platz über. Die Zoll- und Akzisemauer trennte bis zu ihrem Abriss im Jahr 1867 beide Plätze, das Potsdamer Tor allerdings blieb stehen. Nach 1867 verschob sich die Bedeutung des Areals zugunsten des Potsdamer Platzes, der zu einem wichtigen Verkehrsknotenpunkt wuchs. Der Leipziger Platz entwickelte sich unter anderem durch den Bau des Wertheim-Kaufhauses am Ende des 19. Jahrhunderts zu einer wichtigen Geschäftsadresse in Berlin.
Die eigentliche begrünte Platzfläche war anfangs zur Bebauung hin mittels eines großen eisernen Gitters und gegen die öffentlichen Fußwege um den Platz herum abgetrennt. Im Jahr 1902 hat deshalb die Städtische Parkdeputation Berlins beschlossen, den Platz zu öffnen und die Begrenzung durch eine niedrige Einfassung zu ersetzen. Die neue Grünflächengestaltung wurde dem Gartenbaudirektor Hermann Mächtig übertragen mit dem Auftrag, die „schönen hundertjährigen Lindenbäume“ dabei besonders zu schützen.

### Zerstörung im Zweiten Weltkrieg

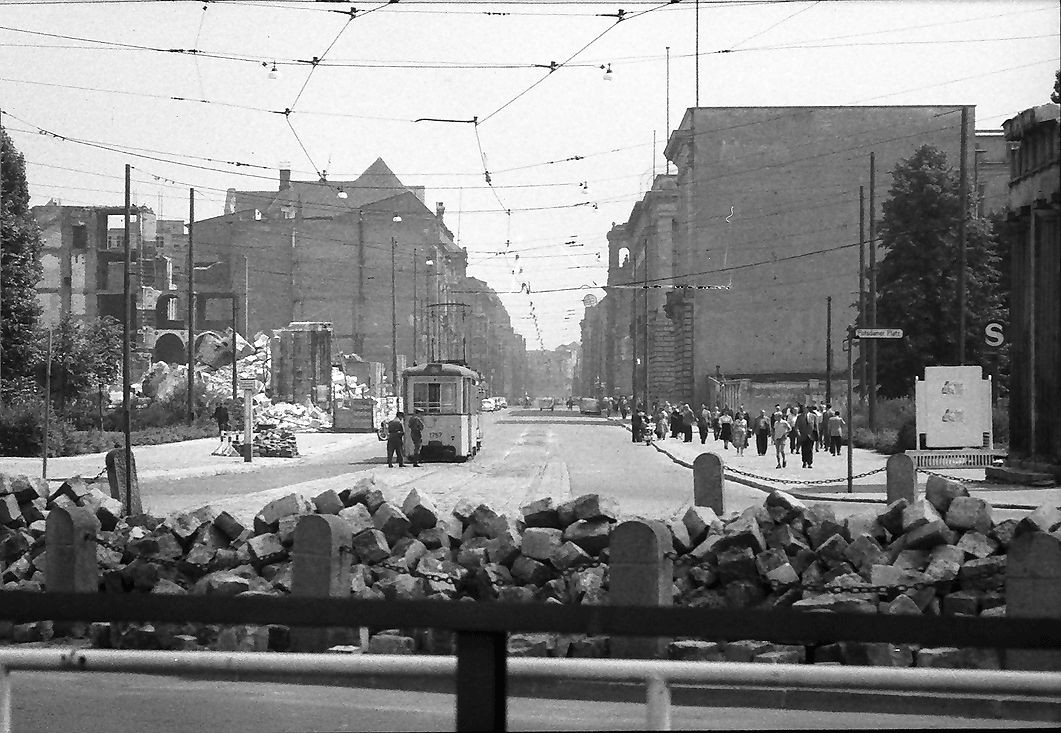
Blick über den Potsdamer Platz zum zerstörten Leipziger Platz, 1957

Alliierte Luftangriffe im Zweiten Weltkrieg zerstörten die Bebauung um den Leipziger Platz weitgehend. Die Ruinen wurden nach Kriegsende abgetragen. Zu Zeiten der Teilung Berlins verlief quer über den Potsdamer Platz von Nord nach Süd die Berliner Mauer. Die nordwestliche Hälfte des Leipziger Platzes lag im Todesstreifen, auf dem Platz erfolgte keine Wiederbebauung.

### Neubebauung nach der Wiedervereinigung
Erst die deutsche Wiedervereinigung mit dem Mauerfall führte zu neuen Bebauungsplänen; als erstes Gebäude entstand die Infobox, die nach der Fertigstellung der Bebauung am Potsdamer Platz 2001 entfernt wurde.

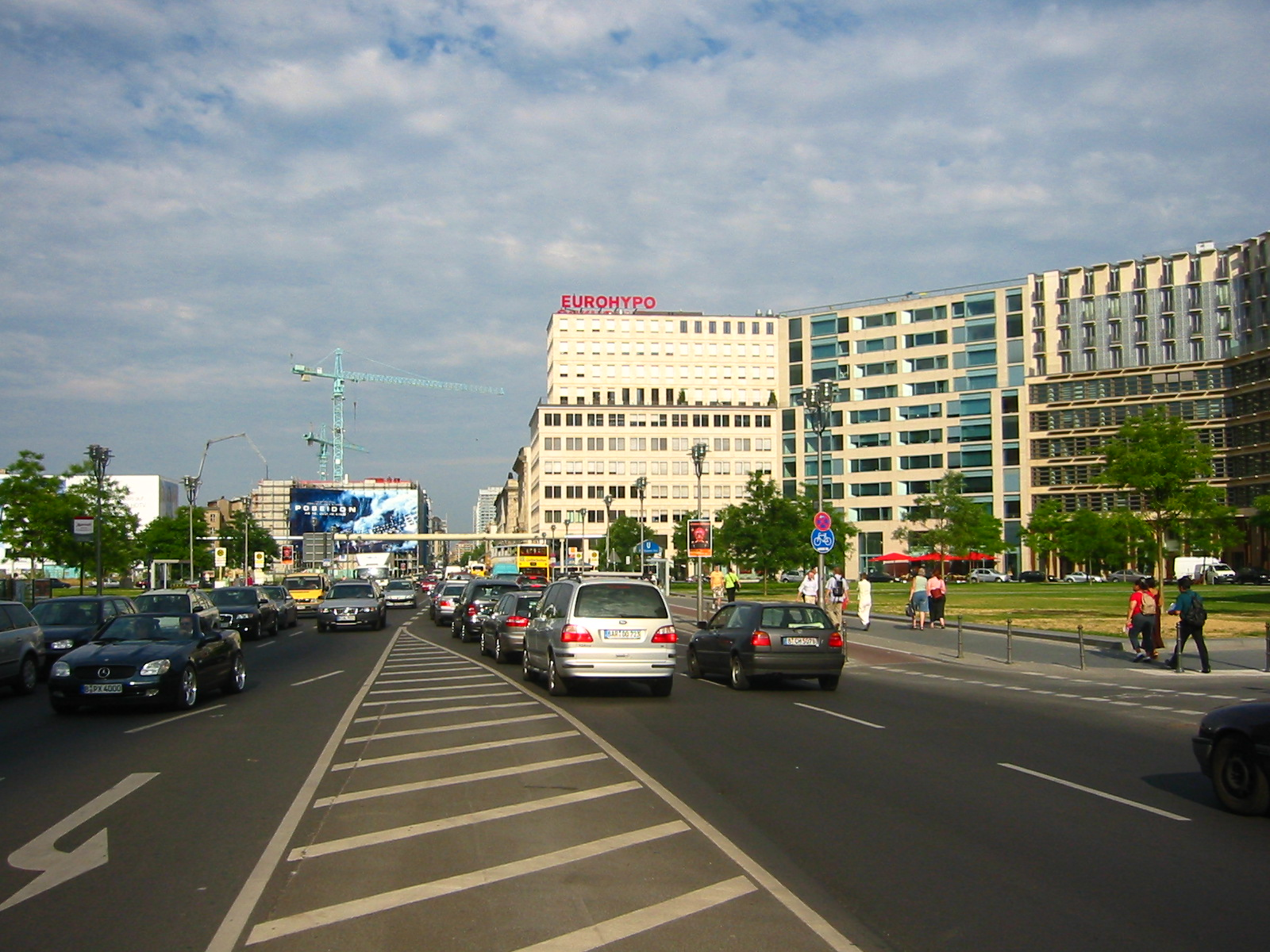
Blick östlich über den Leipziger Platz, 2006

Seit dem Jahr 1990 trieb der nun zuständige Berliner Senat die Wiederanlage des Oktogons voran. Als erster Neubau wurde 1998 das Mosse-Palais fertiggestellt. Es folgte unter anderem die im April 2005 eingeweihte Kanadische Botschaft. Damit waren fünf der acht Ecken bebaut. In den frühen 2010er Jahren wurden zwei der drei noch unbebauten Grundstücke – die des AvD und das Wertheim-Grundstück – bebaut.
Der KarstadtQuelle-Konzern gab das Areal des Wertheim-Kaufhauses an die Wertheim-Erben zurück, anschließend wurde der hier befindliche Techno-Club Tresor abgerissen. Die Erben verkauften Mitte Dezember 2006 das 22.000 m² große Grundstück für 75 Millionen Euro an das Immobilienunternehmen Orco-Gruppe. Im Frühjahr 2012 begannen Bauarbeiten auf dem Grundstück, das Richtfest fand am 20. September 2012 statt. Der Komplex umfasst das Einkaufszentrum LP12 Mall of Berlin mit rund 270 Ladengeschäften und zentralem Gastronomiebereich, das am 25. September 2014 eröffnet wurde. Der Branchenmix des Quartiers sieht einen deutlichen Schwerpunkt der markenbezogenen Bekleidungsmode vor. Die Mitte der achtgeschossigen Bebauung bildet eine überdachte Passage, umrahmt wird das Objekt durch Wohnungen und ein Hotel der Kette Motel One. Im Innenhof befindet sich eine ovale Tartanbahn für Fitnesszwecke.
Das Gelände Leipziger Platz 18/19 befand sich nach 1990 im Besitz der Infinorsa Gruppe. Die spanische Immobilienfirma hatte lange Jahre Gerüste in Form eines Gebäudes mit bedruckten Planen aufgestellt. So war der Nordwestflügel des Platzes zwischen 2006 und Sommer 2017 ein Potemkinsches Dorf. Im Jahr 2007 gab es einen ersten Architektenwettbewerb, den das Büro Rave & Partner 2008 gewonnen hatte. Der Entwurf sah entsprechend den Bauvorgaben des Senats eine gerasterte Fassade und in den oberen Etagen Wohnungen vor. Dieser Siegerentwurf wurde nie realisiert. Stattdessen fand sich im Jahr 2011 ein neuer Eigentümer, die luxemburgische F100 Investment AG, die vom Ex-Senator Peter Strieder (SPD) beraten wurde. Diese erreichte, dass der Bausenator Andreas Geisel die Pflicht zum Bau von 20 Prozent der Nutzfläche als Wohnungen aufhob, weil es sich „um ein sehr kleines Grundstück, das von beiden Seiten besonders verlärmt sei“, handelte. Diese freihändige Entscheidung fand harsche Kritik von allen politischen Parteien, wurde jedoch nicht aufgehoben. Mit der umstrittenen Ausnahmegenehmigung erfolgte Anfang November 2017 der erste Spatenstich für das letzte Gebäude am Leipziger Platz, das Bürogebäude Trion. Die Baukosten wurden mit 40 Millionen Euro angegeben. Der zehngeschossige Bau wurde nach Plänen des Berliner Architekturunternehmens léonwohlhage errichtet, das einen neuen Wettbewerb im Jahr 2016 gewonnen hatte. Im Sommer 2021 wurde das Gebäude eröffnet und komplettierte damit das Achteck am Leipziger Platz nach 70 Jahren Unvollständigkeit wieder.
Im Gebäude Leipziger Platz 9 an der südöstlichen Seite eröffnete im September 2015 das Deutsche Spionagemuseum, im Juni 2023 eröffnete am Leipziger Platz 7 das Deutschlandmuseum.

## Verkehrsanbindung

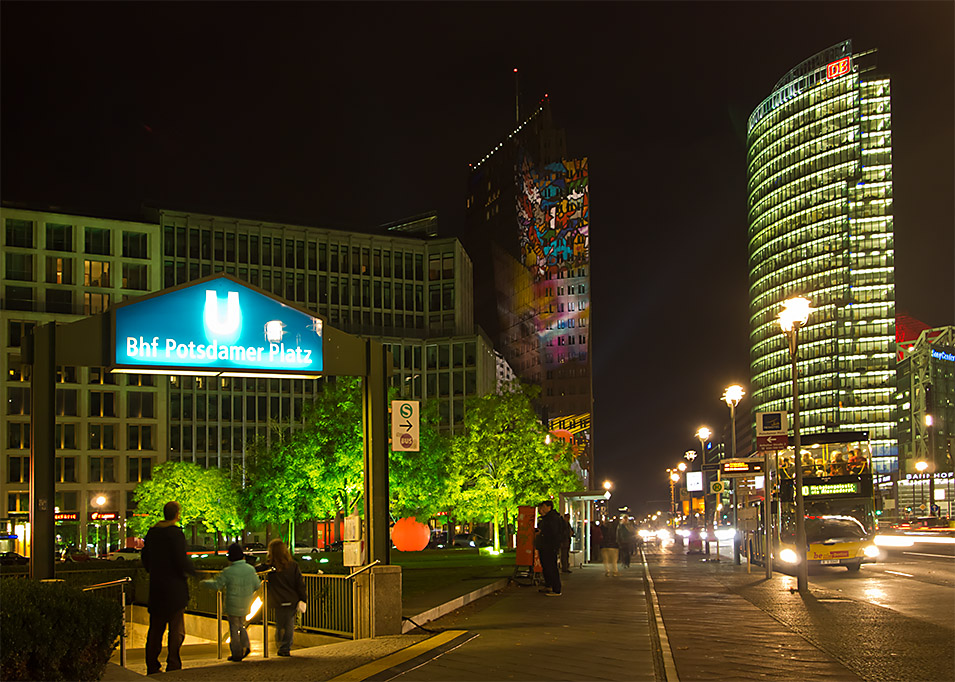
Leipziger Platz und östlicher U-Bahn-Eingang mit Blick auf den Potsdamer Platz

An seiner östlichen Seite beginnt die Leipziger Straße (Teil der Bundesstraße 1), an der sich viele öffentliche Bauten befinden.
Unter dem Leipziger Platz halten die Züge der U-Bahn-Linie U2. Der 1907 verlegte U-Bahnhof trägt zwar den Namen Potsdamer Platz, liegt aber hauptsächlich unter dem Leipziger Platz. Mitten auf dem Leipziger Platz halten die Busse der Linien M48 und 200 sowie der Nachtlinien N2 und N5, wobei auch hier die Haltestelle S+U Potsdamer Platz heißt. Am Rande des Leipziger Platzes verkehren direkt unter dem Potsdamer Platz die S-Bahn-Züge der Linien S1, S2 und S25. Direkt neben dem S-Bahnhof liegt der unterirdische Regionalbahnhof Potsdamer Platz, der sich bereits im Ortsteil Tiergarten befindet.
Die Berliner Senatsverwaltung für Verkehr plant, eine Straßenbahnstrecke vom Alexanderplatz über den Leipziger Platz hin zum Kulturforum zu bauen. Dafür wurden bereits Ende der 1990er Jahre Gleise durch die Leipziger Straße verlegt. Ein Termin steht aktuell (Stand: Januar 2024) nicht fest. Dagegen ist die geplante U-Bahn-Linie U3 unter der Leipziger Straße aus haushaltspolitischen Gründen für unbestimmte Zeit auf Eis gelegt, obwohl der Rohbau unter dem Potsdamer Platz bereits mitgebaut wurde.